# パルスパワー
パルスパワー（Pulse powerまたはPulsed power）とは、200V（もしくは100V）の高電圧電源から電気エネルギーを一旦コンデンサへ蓄積し、これらをマイクロ秒（100万分の1）～ナノ秒（1億分の1）レベルで取り出すことで得られる瞬間的（超）巨大電力。高電圧大電流ともいう。

## 概要
パルスパワーとは、蓄積したエネルギーを短時間でパルス的に放出することである。仕事率（パワー）は、単位時間あたりのエネルギーの変化で表されるため、長時間に低い仕事率で蓄えたエネルギーを短時間に放出することで高い仕事率を得ることができる。例えば、電気回路では、コンデンサに低電力でゆっくりと電荷を蓄積し（充電）、短時間で放電することにより大きな電力を発生させることができるため、カメラのフラッシュ（エレクトロニックフラッシュ）や自動体外式除細動器などに応用されている。
2018年から経産省の「戦略的基盤技術高度化支援事業」の採択を受けた国の支援事業となり、2022年に熊本大学産業ナノマテリアル研究所の浪平隆男准教授、王斗艶准教授、松田技術専門職員と株式会社ジャパン・シーフーズらの共同研究グループが、パルスパワー技術を用いて瞬間的に高電圧大電流を流すことで魚身の内部にいるアニサキス1000匹全ての殺虫に成功し、この殺虫装置の特許出願をした。